# Plantago venturii
Plantago venturii är en grobladsväxtart som beskrevs av Pilger. Plantago venturii ingår i släktet kämpar, och familjen grobladsväxter. Inga underarter finns listade i Catalogue of Life.